# Liste der Monuments historiques in Saint-Léger-près-Troyes
Die Liste der Monuments historiques in Saint-Léger-près-Troyes führt die Monuments historiques in der französischen Gemeinde Saint-Léger-près-Troyes auf.

## Liste der Immobilien
| Bezeichnung     | Beschreibung                       | Standort               | Kennzeichnung | Schutzstatus | Datum | Bild           |
| --------------- | ---------------------------------- | ---------------------- | ------------- | ------------ | ----- | -------------- |
| Kirche St-Léger | Anfang des 16. Jahrhunderts erbaut | Rue de l’Église (Lage) | PA00078219    | Classé       | 1980  | weitere Bilder |

## Liste der Objekte
| Bezeichnung                           | Beschreibung                                                                                          | Standort                      | Kennzeichnung | Schutzstatus | Datum | Bild |
| ------------------------------------- | --- | ----------------------------- | ------------- | ------------ | ----- | ---- |
| Zwei Kredenzen                        | Holz, vergoldet, Marmor, 18. Jahrhundert                                                              | in der Kirche St-Léger (Lage) | PM10001983    | Classé       | 1913  |      |
| Prozessionsstab Heiliger Nikolaus     | Holz, farbig gefasst und vergoldet, 19. Jahrhundert                                                   | in der Kirche St-Léger (Lage) | PM10004123    | Inscrit      | 1983  |      |
| Pietà                                 | Kalkstein, farbig gefasst, Mitte des 16. Jahrhunderts                                                 | in der Kirche St-Léger (Lage) | PM10001971    | Classé       | 1913  |      |
| Triptychon Nikolauslegende            | Ölfarbe auf Holz, bezeichnet 1624                                                                     | in der Kirche St-Léger (Lage) | PM10001980    | Classé       | 1913  |      |
| Skulptur Heiliger Bartholomäus        | Kalkstein, farbig gefasst, Anfang des 16. Jahrhunderts; dem Meister von Chaource zugeschrieben        | in der Kirche St-Léger (Lage) | PM10001984    | Classé       | 1959  |      |
| Weihwasserbecken (1)                  | Gusseisen, 16. Jahrhundert                                                                            | in der Kirche St-Léger (Lage) | PM10001976    | Classé       | 1913  |      |
| Skulptur Madonna mit Kind             | Holz, farbig gefasst und vergoldet, 18. Jahrhundert                                                   | in der Kirche St-Léger (Lage) | PM10001991    | Classé       | 1983  |      |
| Chorschranke                          | Schmiedeeisen, vergoldet, 18. Jahrhundert                                                             | in der Kirche St-Léger (Lage) | PM10001985    | Classé       | 1959  |      |
| Skulptur Madonna                      | Kalkstein, farbig gefasst, erste Hälfte des 16. Jahrhunderts                                          | in der Kirche St-Léger (Lage) | PM10001969    | Classé       | 1908  |      |
| Skulptur Heiliger Antonius            | Kalkstein, farbig gefasst, 16. Jahrhundert                                                            | in der Kirche St-Léger (Lage) | PM10001975    | Classé       | 1913  |      |
| Grabstein für Odart de Marisy         | Marmor, bezeichnet 1613                                                                               | in der Kirche St-Léger (Lage) | PM10001979    | Classé       | 1913  |      |
| Adlerpult                             | Holz, farbig gefasst und vergoldet, Schmiedeeisen, 18. Jahrhundert                                    | in der Kirche St-Léger (Lage) | PM10001981    | Classé       | 1913  |      |
| Zwei Bänkchen                         | Eichenholz, 18. Jahrhundert; Verbleib unbekannt                                                       | in der Kirche St-Léger (Lage) | PM10001982    | Classé       | 1913  |      |
| Skulpturengruppe Unterweisung Mariens | Kalkstein, farbig gefasst, 16. Jahrhundert                                                            | in der Kirche St-Léger (Lage) | PM10001972    | Classé       | 1913  |      |
| Weihwasserbecken (2)                  | Bronze, 16. Jahrhundert                                                                               | in der Kirche St-Léger (Lage) | PM10001977    | Classé       | 1913  |      |
| Skulptur Heiliger Leodegar            | Kalkstein, farbig gefasst, 16. Jahrhundert                                                            | in der Kirche St-Léger (Lage) | PM10001970    | Classé       | 1908  |      |
| Kirchenfenster                        | aus dem 16. Jahrhundert                                                                               | in der Kirche St-Léger (Lage) | PM10001968    | Classé       | 1980  |      |
| Grabstein für Catherine de Milly      | Kalkstein, bezeichnet 1562                                                                            | in der Kirche St-Léger (Lage) | PM10001978    | Classé       | 1913  |      |
| Skulptur Christus in der Rast         | Kalkstein, farbig gefasst, Anfang des 16. Jahrhunderts; wohl aus der Schule des Meisters von Chaource | in der Kirche St-Léger (Lage) | PM10001989    | Classé       | 1960  |      |
| Skulptur Heiliger Nikolaus            | Kalkstein, farbig gefasst, Anfang des 17. Jahrhunderts                                                | in der Kirche St-Léger (Lage) | PM10001988    | Classé       | 1960  |      |
| Skulptur Heiliger Sebastian (1)       | Kalkstein, farbig gefasst, Ende des 16. Jahrhunderts                                                  | in der Kirche St-Léger (Lage) | PM10001986    | Classé       | 1960  |      |
| Skulptur Johannes der Täufer          | Kalkstein, farbig gefasst, 17. Jahrhundert                                                            | in der Kirche St-Léger (Lage) | PM10001987    | Classé       | 1960  |      |
| Skulptur Heilige Margareta            | Kalkstein, farbig gefasst, 16. Jahrhundert                                                            | in der Kirche St-Léger (Lage) | PM10001974    | Classé       | 1913  |      |
| Kruzifix                              | Holz, farbig gefasst, 17. Jahrhundert                                                                 | in der Kirche St-Léger (Lage) | PM10004122    | Inscrit      | 1984  |      |
| Prozessionsstab Heilige Katharina     | Holz, farbig gefasst und vergoldet, 19. Jahrhundert                                                   | in der Kirche St-Léger (Lage) | PM10004121    | Inscrit      | 1983  |      |
| Kelch                                 | Metall, vergoldet, um 1650                                                                            | in der Kirche St-Léger (Lage) | PM10005218    | Inscrit      | 2013  |      |
| Skulptur Heiliger Sebastian (2)       | Kalkstein, farbig gefasst, 16. Jahrhundert                                                            | in der Kirche St-Léger (Lage) | PM10001973    | Classé       | 1913  |      |
| Küsterbank                            | Holz, bezeichnet 1763                                                                                 | in der Kirche St-Léger (Lage) | PM10001990    | Classé       | 1983  |      |